# 北海道道1005号野幌综合运动公园线

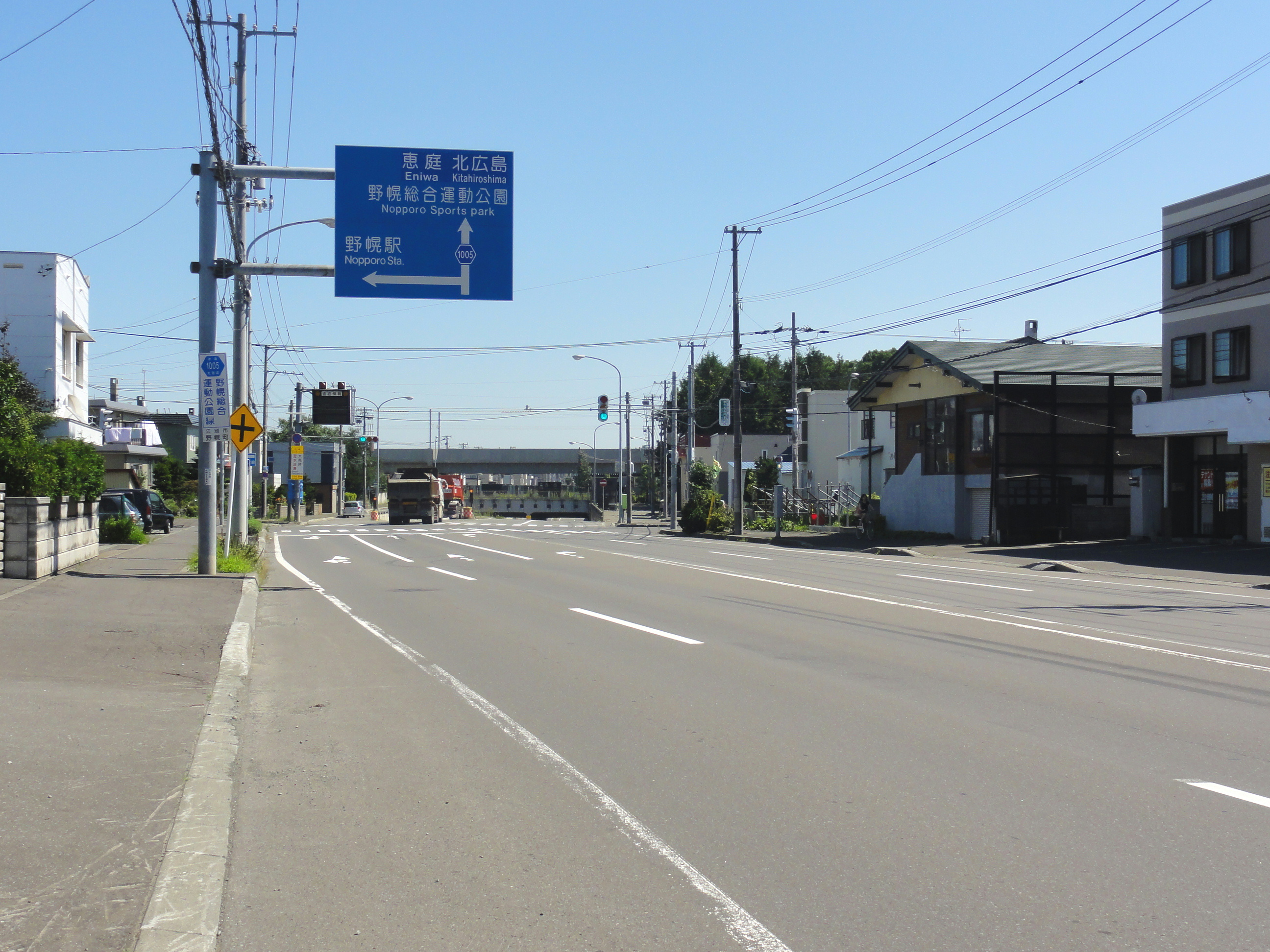
江別市野幌町附近（2012年8月）

北海道道1005号野幌综合运动公园线（日语：北海道道1005号野幌総合運動公園線）是一条位于北海道江别市内的普通道级道路（北海道道）。

## 道路概况
- 起点：北海道江別市西野幌（＝野幌综合运动公园内）
- 終点：北海道江別市野幌松並町（＝国道12号交点）
- 总長：3.3千米
- 共线区间：
  - 江別市西野幌 - 江別市東野幌（北海道道46号江别惠庭线）
  - 江別市東野幌 - 江別市緑ケ丘（北海道道128号札幌北广岛环状线支线）

## 经过的自治体
- 石狩振兴局
  - 江別市

## 主要连接道路
- 江別市
  - 北海道道46号江别惠庭线
  - 北海道道128号札幌北广岛环状线（支线）
  - 道央自动车道（野幌停车场巴士站。自動車は接続せず）＝東野幌
  - 国道12号

## 历史
- 1982年3月31日 路線勘定。

## 沿線的主要施設
- 江別市
  - 北海道情报大学＝西野幌

## 其他
- 别名为白樺通。